# Arycanda fritillaria
Arycanda fritillaria là một loài bướm đêm trong họ Geometridae.